# Liste der Naturdenkmale in Markdorf
| Naturdenkmale | Anzahl |
| ------------- | ------ |
| FND           | 0      |
| END           | 1      |
| Gesamt        | 1      |

Die Liste der Naturdenkmale in Markdorf nennt die verordneten Naturdenkmale (ND) der im baden-württembergischen Bodenseekreis liegenden Stadt Markdorf. In Markdorf gibt es insgesamt 1 als Naturdenkmal geschützte Objekt, kein flächenhaftes Naturdenkmal (FND) und 1 Einzelgebilde-Naturdenkmal (END).
Stand: 1. November 2016.

## Einzelgebilde (END)
| Name                     | Bild | Kennung     | Einzelheiten | Position | Fläche Hektar | Datum        |
| ------------------------ | ---- | ----------- | ------------ | -------- | ------------- | ------------ |
| 35 Eiben                 |      | 84350340001 | Markdorf     | ???      | 0,0           | 1. Juni 1971 |
| Legende für Naturdenkmal |      |             |              |          |               |              |